# Декрет
Декре́т (от лат. decretum — указ, постановление) — правовой акт, постановление органа власти или должностного лица. В Древнем Риме — постановление императора, сената, консула, в более поздний период в разных государствах — акт особой юридической силы, издаваемый обычно в чрезвычайных условиях (например, революционные декреты).
В постсоветских странах и ранее в СССР в обиходе под декретом подразумевают (подразумевали) отпуск по беременности и родам (эллипсис от устаревшего понятия «декретный отпуск», с тем же значением) — такой отпуск был установлен декретом ВЦИК в декабре 1917 года (статья 30). Это значение слова не является терминологическим.

## Древний Рим
В Древнем Риме декретом назывались акты коллегиального органа власти, в частности сената и постановления претора по судебным делам. В императорский период так назывались акты императора.

## Франция
Во Франции после Великой французской революции декретами назывались Постановления Национального собрания, требовавшие санкции короля, после чего они становились законами. Со дня провозглашения Республики санкция короля уже не требовалась, но вступившие в силу законодательные акты Конвента и других представительных органов Французской республики по-прежнему назывались декретами. Известны Вантозские декреты.
Впоследствии декретами стали называться указы, издаваемые исполнительной властью (главой государства) в порядке управления и в разъяснение исполнения закона. Обычно обладают силой закона и часто его заменяют.

## Советское государство
После Октябрьской революции в России, других советских республиках и в СССР декретами назывались наиболее важные законодательные акты съездов Советов, ВЦИК, СНК РСФСР. Известные декреты: декрет о земле, декрет о мире, декрет о сухом законе, декреты о суде, декрет о 8-часовом рабочем дне, декрет о страховании на случай болезни, декрет об отделении церкви от государства и школы от церкви, декрет об уничтожении сословий и гражданских чинов, декрет о введении нового правописания, о сдаче оружия, декрет об архивах от 1 июня 1918 года.
Конституция СССР 1924 года предоставляла право издания декретов ЦИК СССР, Президиуму ЦИК СССР и СНК СССР. Последние правовые акты, именуемые декретами, были изданы в декабре 1926 года.
Конституция СССР 1936 года не предусматривала издания законодательных актов, именуемых декретами.

## Страны Восточной Европы
В некоторых странах Восточной Европы в период так называемой народной демократии декретами назывались правовые акты высших органов государственной власти. В частности, в Польской Народной Республике декретами назывались акты Государственного совета.
Декреты, имеющие силу законов, (наряду с указами, распоряжениями и директивами) издавал Президент Республики Беларусь. Изменения и дополнения, внесённые в Конституцию в феврале 2022 года, не предусматривают издания законодательных актов, именуемых декретами (статья 85).

## Современное состояние
Во многих странах декрет — правовой акт, равносильный закону, который издаёт глава государства или правительство без подтверждения парламентом. Декрет как акт главы государства предусмотрен конституциями ряда государств Африки, где была воспринята французская система права.
Такой декрет может заменять собой закон. Многие конституции допускают принятие декретов в определённых ситуациях (например при чрезвычайном положении).